# Rudolph Maté
Rudolph Maté (21. ledna 1898 Krakov, Rakousko-Uhersko – 27. října 1964 Hollywood, Kalifornie, USA) byl polský filmový kameraman a režisér.

## Život
Narodil se v Krakově jako Rudolf Matheh. Filmu se začal věnovat po ukončení studií filozofie na universitě v Budapešti. Začínal jako asistent kameramana, například Karla Freunda. Později se začal věnovat práci kameramana a natočil několik filmů Carla Theodora Dreyera. V polovině třicátých let 20. století začal pracovat v Hollywoodu. Několikrát byl nominován na Oscara za nejlepší kameru. V roce 1947 natočil svůj první film It Had To Be You jako režisér a přestal se věnovat práci kameramana.
Zemřel na infarkt myokardu ve svých šestašedesáti letech.

## Filmografie

### Jako režisér
- It Had to Be You (1947)
- The Dark Past (1948)
- 24 hodin do smrti (D.O.A.) (1950)
- Union Station (1950)
- Branded (1950)
- The Prince Who Was a Thief (1951)
- When Worlds Collide (1951)
- The Green Glove (1952)
- The Mississippi Gambler (1953)
- The Black Shield of Falworth (1954)
- Násilní muži (The Violent Men) (1955)
- Daleké obzory (The Far Horizons) (1955)
- Miracle in the Rain (1956)
- Tři násilníci (Three Violent People) (1956)
- The Deep Six (1958)
- For the First Time (1959)
- Revak the Rebel (1960)
- The 300 Spartans (1962)

### Jako kameraman
- The Merchant of Venice (1923)
- Mikaël (1924)
- Peter the Pirate (1925)
- Upír aneb Podivné dobrodružství Davida Graye (Vampyr) (1932)
- Liliom (1934)
- Charlie Chan's Secret (1936)
- Dodsworth (1936)
- A Message to Garcia (1936)
- Outcast (1937)
- Stella Dallas (1937)
- Milostný románek (Love Affair) (1939)
- Moje nejmilejší žena (My Favorite Wife) (1940)
- Zahraniční dopisovatel (Foreign Correspondent) (1940)
- Sedm hříšníků (Seven Sinners) (1940)
- Lady Hamiltonová (That Hamilton Woman) (1940)
- Kráska z Nového Orleánsu (The Flame of New Orleans) (1941)
- Být, či nebýt (To Be or Not to Be) (1942)
- Pýcha Yankeeů (The Pride of the Yankees) (1942)
- Na titulní stránce (They Got Me Covered) (1943)
- Sahara (1943)
- Dívka z titulní strany (Cover Girl) (1943)
- Gilda (1946)
- Down to Earth (1947)
- It Had to Be You (1947)
- Dáma ze Šanghaje (The Lady from Shanghai) (1947)